# Gran Premi de Qatar de motociclisme de 2009
El Gran Premi de Qatar de motociclisme 2009 va ser la cursa d'obertura de la temporada 2009 de motociclisme. És un gran premi disputat en llum artificial, ja que es corregué de nit al Losail International Circuit situat a Doha, Qatar entre el 9 i el 13 d'abril del 2009. Les curses de 125cc i 250cc es van poder córrer el diumenge 12 però degut a una forta pluja que va caure damunt del circuit, la cursa de MotoGP es va veure obligada a disputar-se el dilluns 13.

## Resultats MotoGP
| Posició | Dorsal | Pilot            | Constructor | Voltes | Temps      | Graella | Punts |
| ------- | ------ | ---------------- | ----------- | ------ | ---------- | ------- | ----- |
| 1       | 27     | Casey Stoner     | Ducati      | 22     | 42:53.984  | 1       | 25    |
| 2       | 46     | Valentino Rossi  | Yamaha      | 22     | + 7.771    | 2       | 20    |
| 3       | 99     | Jorge Lorenzo    | Yamaha      | 22     | + 16.244   | 3       | 16    |
| 4       | 5      | Colin Edwards    | Yamaha      | 22     | + 24.410   | 6       | 13    |
| 5       | 4      | Andrea Dovizioso | Honda       | 22     | + 27.263   | 4       | 11    |
| 6       | 15     | Alex de Angelis  | Honda       | 22     | + 29.883   | 9       | 10    |
| 7       | 7      | Chris Vermeulen  | Suzuki      | 22     | + 33.627   | 8       | 9     |
| 8       | 36     | Mika Kallio      | Ducati      | 22     | + 34.755   | 10      | 8     |
| 9       | 24     | Toni Elias       | Honda       | 22     | + 39.481   | 12      | 7     |
| 10      | 14     | Randy de Puniet  | Honda       | 22     | + 42.284   | 7       | 6     |
| 11      | 3      | Dani Pedrosa     | Honda       | 22     | + 48.526   | 14      | 5     |
| 12      | 69     | Nicky Hayden     | Ducati      | 22     | + 48.883   | 16      | 4     |
| 13      | 59     | Sete Gibernau    | Ducati      | 22     | + 52.215   | 15      | 3     |
| 14      | 33     | Marco Melandri   | Kawasaki    | 22     | + 56.379   | 11      | 2     |
| 15      | 72     | Yuki Takahashi   | Honda       | 22     | + 1:00.286 | 17      | 1     |
| 16      | 52     | James Toseland   | Yamaha      | 22     | + 1:14.978 | 13      |       |
| 17      | 88     | Niccolò Canepa   | Ducati      | 22     | + 1:15.028 | 18      |       |
| Ret     | 65     | Loris Capirossi  | Suzuki      | 7      | Accident   | 5       |       |

## Resultats 250cc
| Posició | Dorsal | Pilot               | Constructor | Voltes | Temps      | Graella | Punts |
| ------- | ------ | ------------------- | ----------- | ------ | ---------- | ------- | ----- |
| 1       | 40     | Héctor Barberá      | Aprilia     | 13     | 26:50.940  | 4       | 25    |
| 2       | 16     | Jules Cluzel        | Aprilia     | 13     | + 0.826    | 13      | 20    |
| 3       | 63     | Mike Di Meglio      | Aprilia     | 13     | + 6.181    | 3       | 16    |
| 4       | 4      | Hiroshi Aoyama      | Honda       | 13     | + 6.609    | 2       | 13    |
| 5       | 35     | Raffaele de Rosa    | Honda       | 13     | + 6.656    | 14      | 11    |
| 6       | 12     | Thomas Lüthi        | Aprilia     | 13     | + 6.672    | 9       | 10    |
| 7       | 19     | Álvaro Bautista     | Aprilia     | 13     | + 7.608    | 1       | 9     |
| 8       | 14     | Ratthapark Wilairot | Honda       | 13     | + 8.349    | 12      | 8     |
| 9       | 15     | Roberto Locatelli   | Gilera      | 13     | + 15.032   | 10      | 7     |
| 10      | 28     | Gábor Talmácsi      | Aprilia     | 13     | + 20.348   | 6       | 6     |
| 11      | 55     | Héctor Faubel       | Honda       | 13     | + 20.465   | 5       | 5     |
| 12      | 48     | Shoya Tomizawa      | Honda       | 13     | + 28.402   | 16      | 4     |
| 13      | 52     | Lukáš Pešek         | Aprilia     | 13     | + 28.906   | 15      | 3     |
| 14      | 6      | Alex Debón          | Aprilia     | 13     | + 33.779   | 8       | 2     |
| 15      | 25     | Alex Baldolini      | Aprilia     | 13     | + 36.988   | 17      | 1     |
| 16      | 8      | Bastien Chesaux     | Honda       | 13     | + 1:01.730 | 21      |       |
| 17      | 10     | Imre Tóth           | Aprilia     | 13     | + 1:03.512 | 18      |       |
| 18      | 56     | Vladimir Leonov     | Aprilia     | 13     | + 1:32.385 | 20      |       |
| 19      | 77     | Aitor Rodriguez     | Aprilia     | 13     | + 1:38.752 | 22      |       |
| Ret     | 17     | Karel Abrahám       | Aprilia     | 8      | Retirat    | 11      |       |
| Ret     | 7      | Axel Pons           | Aprilia     | 0      | Accident   | 19      |       |
| Ret     | 75     | Mattia Pasini       | Aprilia     | 0      | Accident   | 7       |       |
| NVC     | 58     | Marco Simoncelli    | Gilera      | 0      |            |         |       |

## Resultats 125cc
| Posició | Dorsal | Pilot              | Constructor | Voltes | Temps    | Graella | Punts |
| ------- | ------ | ------------------ | ----------- | ------ | -------- | ------- | ----- |
| 1       | 29     | Andrea Iannone     | Aprilia     | 4      | 8:37.245 | 3       | 12.5  |
| 2       | 60     | Julián Simón       | Aprilia     | 4      | + 0.180  | 1       | 10    |
| 3       | 11     | Sandro Cortese     | Derbi       | 4      | + 5.211  | 5       | 8     |
| 4       | 44     | Pol Espargaró      | Derbi       | 4      | + 5.769  | 8       | 6.5   |
| 5       | 38     | Bradley Smith      | Aprilia     | 4      | + 6.650  | 2       | 5.5   |
| 6       | 94     | Jonas Folger       | Aprilia     | 4      | + 6.701  | 10      | 5     |
| 7       | 18     | Nicolás Terol      | Aprilia     | 4      | + 6.771  | 4       | 4.5   |
| 8       | 17     | Stefan Bradl       | Aprilia     | 4      | + 7.592  | 7       | 4     |
| 9       | 99     | Danny Webb         | Aprilia     | 4      | + 8.169  | 13      | 3.5   |
| 10      | 12     | Esteve Rabat       | Aprilia     | 4      | + 8.678  | 15      | 3     |
| 11      | 77     | Dominique Aegerter | Derbi       | 4      | + 12.232 | 18      | 2.5   |
| 12      | 33     | Sergio Gadea       | Aprilia     | 4      | + 12.237 | 6       | 2     |
| 13      | 45     | Scott Redding      | Aprilia     | 4      | + 12.360 | 11      | 1.5   |
| 14      | 24     | Simone Corsi       | Aprilia     | 4      | + 13.754 | 19      | 1     |
| 15      | 14     | Johann Zarco       | Aprilia     | 4      | + 13.783 | 14      | 0.5   |
| 16      | 16     | Cameron Beaubier   | KTM         | 4      | + 13.893 | 22      |       |
| 17      | 7      | Efrén Vázquez      | Derbi       | 4      | + 14.170 | 21      |       |
| 18      | 6      | Joan Olivé         | Derbi       | 4      | + 14.452 | 12      |       |
| 19      | 8      | Lorenzo Zanetti    | Aprilia     | 4      | + 15.310 | 20      |       |
| 20      | 73     | Takaaki Nakagami   | Aprilia     | 4      | + 16.415 | 16      |       |
| 21      | 32     | Lorenzo Salvadori  | Aprilia     | 4      | + 18.602 | 23      |       |
| 22      | 35     | Randy Krummenacher | Aprilia     | 4      | + 19.355 | 17      |       |
| 23      | 53     | Jasper Iwema       | Honda       | 4      | + 28.034 | 25      |       |
| 24      | 87     | Luca Marconi       | Aprilia     | 4      | + 28.114 | 24      |       |
| 25      | 69     | Lukas Sembera      | Aprilia     | 4      | + 28.199 | 26      |       |
| 26      | 5      | Alexis Masbou      | Loncin      | 4      | + 28.272 | 28      |       |
| 27      | 71     | Tomoyoshi Koyama   | Loncin      | 4      | + 28.544 | 27      |       |
| 28      | 10     | Luca Vitali        | Aprilia     | 4      | + 53.927 | 30      |       |
| Ret     | 93     | Marc Márquez       | KTM         | 3      | Accident | 9       |       |
| Ret     | 88     | Michael Ranseder   | Haojue      | 3      | Mecànica | 29      |       |
| NVC     | 66     | Matthew Hoyle      | Haojue      |        |          | 31      |       |